# Кисс, Эдмунд
Эдмунд Кисс (нем. Edmund Kiss; 1886, Германская империя — не ранее 1960, ФРГ) — немецкий писатель-фантаст, археолог, сотрудник Аненербе.

## Биография
О жизни Кисса существуют отрывочные сведения. В молодости он изучал архитектуру, а также, по собственным словам, археологию. Участвовал в Первой мировой войне.
В годы Веймарской республики работал в муниципальных службах архитектором на строительстве общественных зданий. Выпустил ряд авантюрно-приключенческих романов, таких как «Последняя королева Атлантиды» (нем. Die letzte Königin von Atlantis), где выдвинул теорию о происхождении человечества из мистической страны Туле. В своих книгах поддерживал так называемую доктрину вечного льда Ганса Хёрбигера. В конце 1920-х гг. предпринял поездку в Боливию, где исследовал руины древних поселений в районе озера Титикака. Вернувшись в Германию Кисс выдвинул предположение, что это развалины древнейшего города нордических обитателей Туле, которым больше 17 000 лет. Свои предположения Кисс изложил в книге «Солнечные врата Тиуанако и учение Хербигера о мировом льде» (1937).
В 1938 или 1939 гг. принят в Аненербе, также состоял в СС. В 1939 г. планировалась повторная экспедиция Кисса в Боливию, но она была отложена из-за начавшейся войны, в ходе которой Кисс служил в подразделении по охране различных особых партийных объектов, в том числе ставки Гитлера Вольфшанце.
После войны был интернирован в лагере в Дармштадте и привлечён к ответственности в ходе Нюрнбергских процессов, но не был осуждён из-за прогрессировавшего диабета, однако по решению суда ему можно было заниматься только ручным трудом. Освобождён в июне 1947 г., оспорил решение суда через адвоката и в следующем году был классифицирован как «попутчик» и приговорён к штрафу в 501 марку.
В 1950-х гг. выпустил две книги по мистицизму. Дальнейшая деятельность и судьба неизвестны.

## Сочинения
- Die letzte Königin von Atlantis. Leipzig : v. Hase & Koehler, [1941], 4. Aufl.
- Wittekind der Große. Landsberg/Warthe : Bölkow, [1940].
- Die Singschwäne aus Thule. Leipzig : v. Hase & Koehler, 1939.
- Das gläserne Meer. Leipzig : v. Hase & Koehler, [1939], 3. Aufl.
- Das Sonnentor von Tihuanaku und Hörbigers Welteislehre. Leipzig : Koehler & Amelang, 1937.
- Wittekind. Recklinghausen : Selbstverl., 1935.
- Die kosmischen Ursachen der Völkerwanderungen. Leipzig : Koehler & Amelang, 1934.
- Die oft verlästerte, von vielen gepriesene, von manchen schon vernichtete, aber zäh und kampfbereit weiterlebende Welt-Eis-Lehre, allen Gelehrten u. Ungelehrten, vorzügl. aber unbefangenen u. jugendl. Gemütern, so diesen Wahnsinn selbst verdammen wollen … nach Hans Hörbigers Lehre dargest. Leipzig : Koehler & Amelang, 1933.
- Das Urwaldmädel. Stuttgart : Thienemann, 1933.
- Frühling in Atlantis. Leipzig : Koehler & Amelang, 1933.
- Die letzte Königin von Atlantis. Leipzig : Koehler & Amelang, 1931.
- Schwarze Felsen am Pazifik. Stuttgart : K. Thienemann, [1930].
- Der Freund des Rebellen. Stuttgart : Union, [1929].
- Pepperle. Stuttgart : K. Thienemann, [1928].
- In den Schluchten des Prisats. Stuttgart : Union, [1927].
- Der Weg aus der Nacht. Hamburg : Verlagsbuchh. Broschek & Co., 1926.